# Volgatitan
Volgatitan simbirskiensis is een plantenetende sauropode dinosauriër, behorend tot de Titanosauriformes, die tijdens het vroege Krijt leefde in het gebied van het huidige Rusland.

## Vondst en naamgeving
In 1982 vond Wladimir Efimov in de westelijke oever van de Wolga, een halve kilometer ten zuiden van het gehucht Slantsewi Roednik in de Oblast Oeljanovsk, iets ten noorden van Oeljanovsk zelf, twee kalksteenknollen met daarin zichtbaar de resten van grote botten. Tussen 1984 en 1987 werden op dezelfde vindplaats nog een drie knollen gelokaliseerd. De knollen werden niet geborgen totdat de Wolga ze uit de oever spoelde. Zeven fragmenten werden uit het gesteente losgemaakt. De vondst werd in 1987 in de wetenschappelijke literatuur gemeld als "gigantische wervels" maar niet verder gedetermineerd. In 1990 sprak Efimov met de paleontoloog Lew Nesow die opperde dat het om staartwervels van sauropoden zou kunnen gaan. In 1997 werden vijf wervels kort door Efimov beschreven en voorlopig aan de Brachiosauridae toegewezen. In 2001 veranderde men dat naar de Titanosauridae maar in 2016 keerde Efimov weer naar zijn oorspronkelijke vaststelling terug.
In 2018 werd de typesoort Volgatitan simbirskiensis benoemd en beschreven door Aleksandr Awerianow en Efimov. De geslachtsnaam verbindt de Wolga met de Τιτάν, het reuzengeslacht uit de Griekse mythologie. De soortaanduiding verwijst naar de herkomst bij Oeljanovsk dat vroeger Simbirsk heette. De naam werd gepubliceerd in een elektronisch tijdschrift en voor de geldigheid ervan zijn dus Life Science Identifiers nodig. Die zijn 6DF2AAE2-E560-4AA6-B38C-1B2A7314BC85 voor het geslacht en 91E2FF16-66DB-4CDDB8DA-63414DFF30E9 voor de soort.
Het holotype, UPM 976/1−7 is gevonden in een laag die dateert uit het late Hauterivien. Het bestaat uit zeven voorste en middelste staarwervels. De wervels lagen niet in verband maar werden geacht van één individu afkomstig te zijn.

## Beschrijving

Volgatitan in grootte vergeleken met een mens

### Grootte en onderscheidende kenmerken
Op grond van de oppervlakte van het voorste gewrichtsfacet van de vermoedelijke eerste staartwervel is men tot een gewichtsschatting gekomen. Uitgaande van een exponentieel verband tussen die oppervlakte en het gewicht, wat aannemelijk is omdat het vlak met de tweede macht toeneemt en het gewicht eerder met de derde macht, kwam men uit op 13644 kilogram. Ging men daarentegen uit van een lineair verband, was de uitkomst 20971 kilogram. Men hield het maar op het gemiddelde van die twee schattingen: 17308 kilogram. De langste wervel heeft een lengte van 229 millimeter. Dit wijst op een totale lengte van ruwweg vijftien meter.
Er konden geen autapomorfieën worden vastgesteld, unieke afgeleide eigenschappen. Wel was er een unieke combinatie van het bezit van een hyposfeen-hypantrum-complex van secundaire gewrichtsuitsteeksels in de voorste staarwervels met het ontbreken van een bult op de bovenkant van het zijuitsteeksel van de eerste staartwervel.

### Wervels
De staartwervels zijn sterk procoel, met een holle voorkant en een bolle achterkant, een typisch kenmerk van meer afgeleide titanosauriërs. Dit geldt ook voor de middelste staarwervels. De wervellichamen zijn relatief horizontaal lang ten opzichte van hun hoogte. Alle staartwervels hebben een duidelijke kiel op de onderzijde. De wervelboog bevindt zich op de voorste helft van het centrum. Het bezit van een hyposfeen in de staartreeks wordt gedeeld met Astrophocaudia en Epachthosaurus maar het uitsteeksel lijkt meer op de gevorkte structuur bij die laatste. Het bezit van de hyposfeen impliceert ook dat de achterste gewrichtsuitsteeksels niet in diens positie naar boven uitlopen in een richel. Onder de achterste basis van het doornuitsteeksel bevindt zich een bijzonder grote uitholling. Het zijuitsteeksel is kort en dik met een verticale hoogte die van het midden van het centrum tot het niveau van de voorste gewrichtsuitsteeksels reikt. De middelste staartwervels behouden hun zijuitsteeksels. Het is een van de kenmerken waarin de middelste staartwervels van Volgatitan met de voorste overeenkomen, aangenomen dat het in feite niet om de achterste voorste staarwervels gaat. Wat dit verder problematisch maakt is de sponsachtige botstructuur die bij een middelste staartwervel zichtbaar is, een dergelijke pneumatisering zo ver naar achteren in de reeks is zeldzaam.

## Fylogenie
Volgatitan werd in de Titanosauria geplaatst, meer precies in de Lithostrotia. Een kladistische analyse had tot uitkomst dat Volgatitan zeer basaal in de Lognkosauria stond, een klade die verder alleen uit Zuid-Amerika bekend is. Daarbij moet bedacht worden dat slechts weinig gegevens van Volgotitan bekend zijn. Mocht het echter inderdaad om een lognkosauriër gaan dan is het de oudste die in 2018 bekend was. Men opperde dat deze geroep een lange tot dan toe onbekende evolutionaire geschiedenis had, ook in Laurasia, en dat de Zuid-Amerikaanse soorten daar het laatste restant van vormden.